# Scaliger

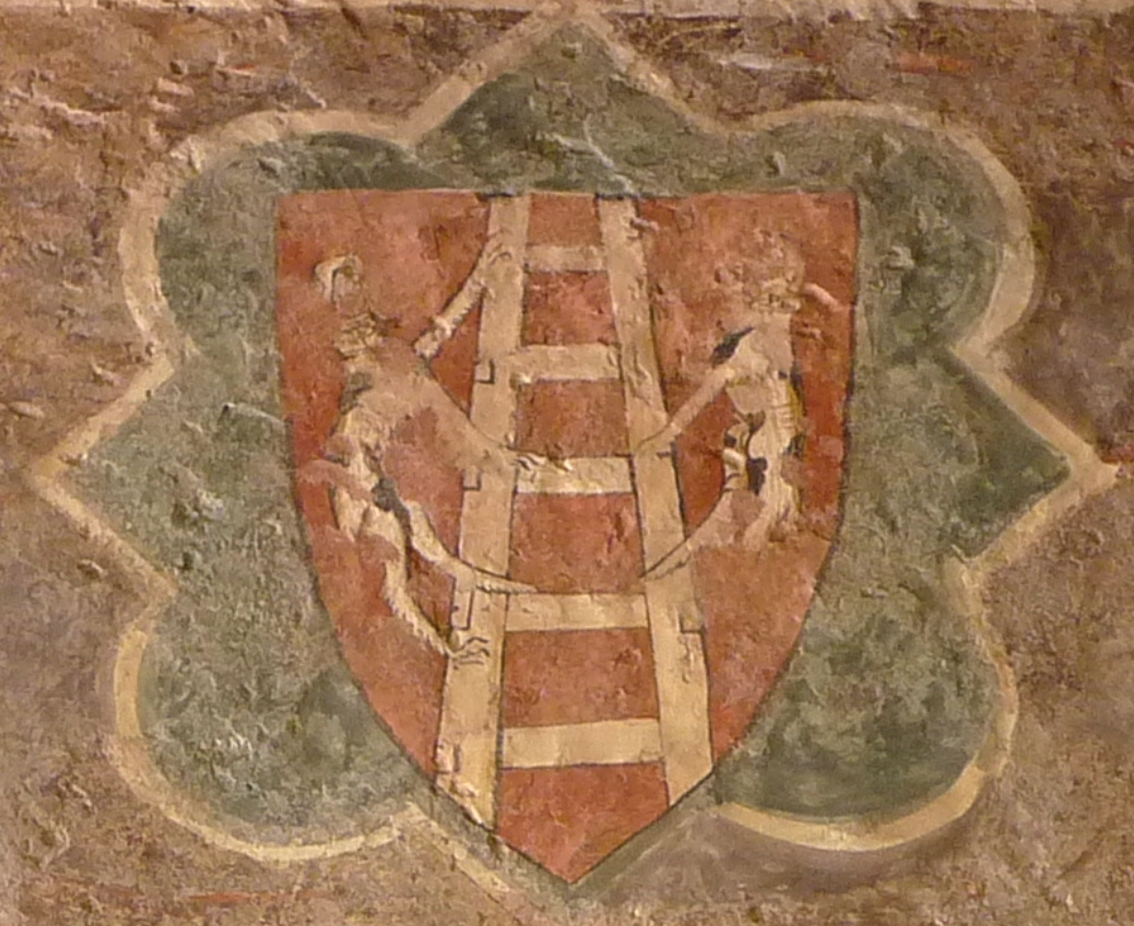
Wappen der Scaliger, Wandschmuck im Castelvecchio Verona

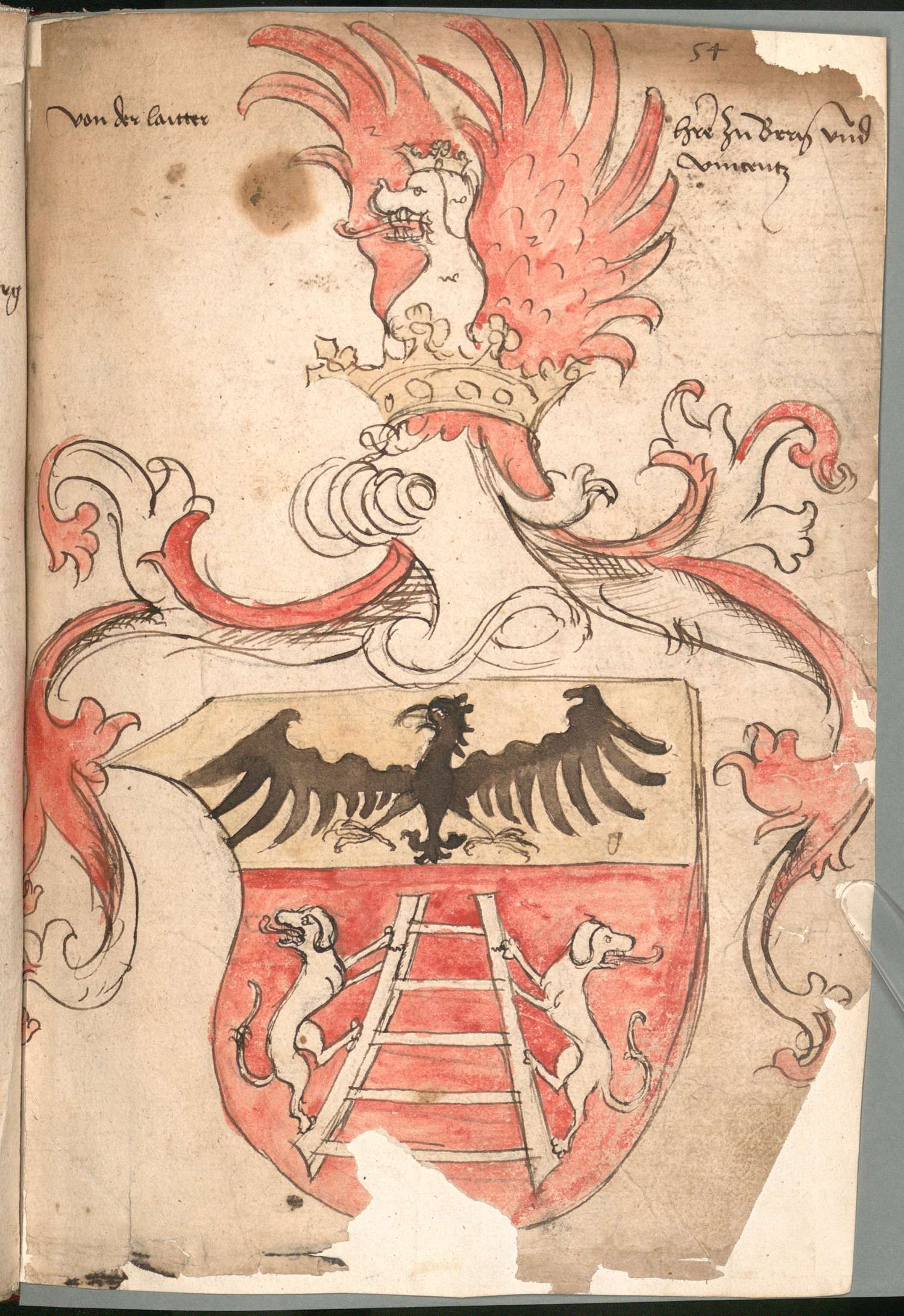
Wappen der Scaliger (von der laitter) im Wernigeroder Wappenbuch

Die Scaliger (Scaligeri, della Scala, deutsch oft auch Skaliger, historisch auch Herren von der Leiter) waren von 1262 bis 1387 Herren von Verona. Kulturhistorisch spielen sie eine Rolle als Erbauer der Scaligerburgen in Oberitalien.

## Familiengeschichte

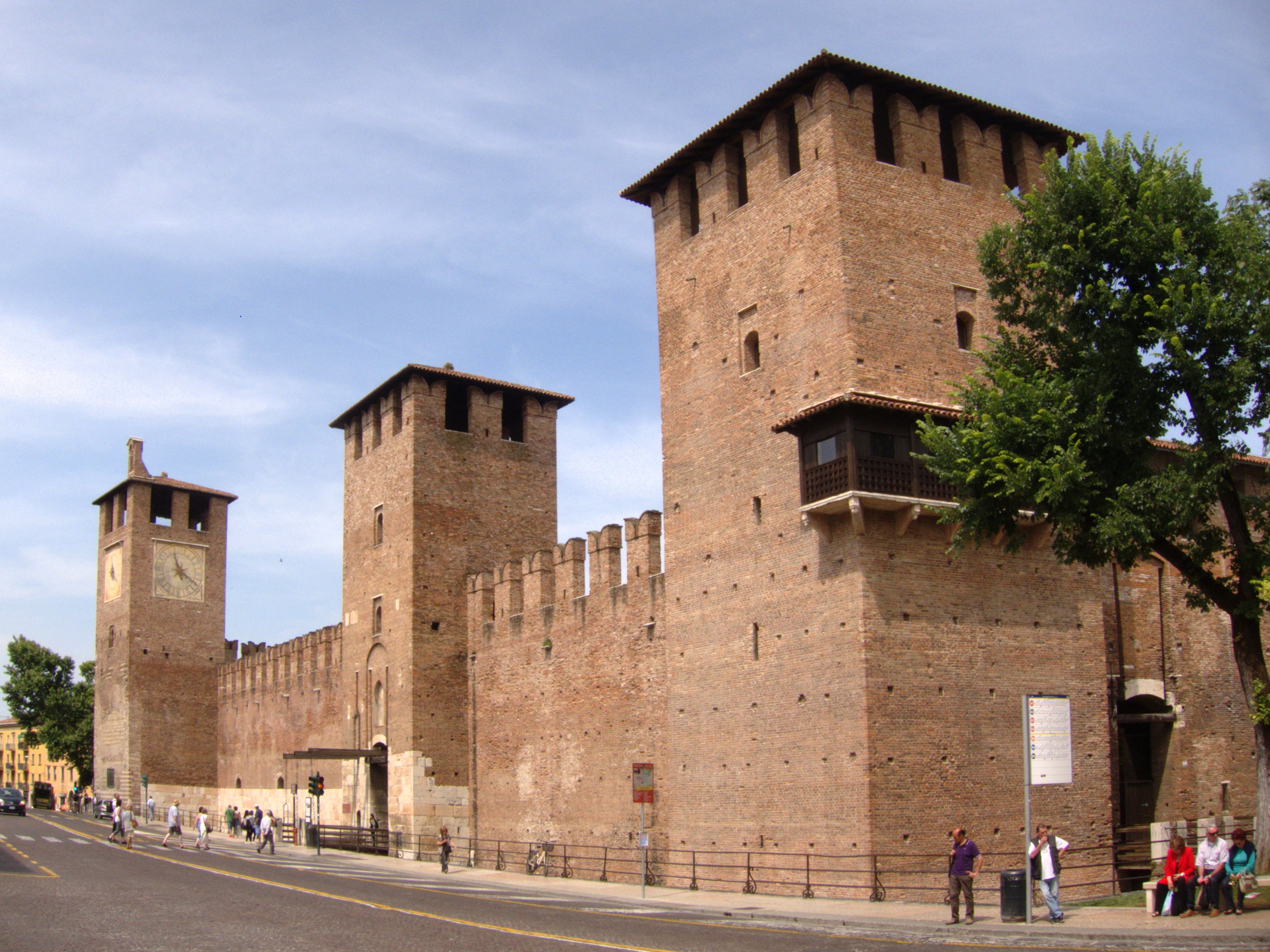
Castelvecchio – das Scaligerkastell in Verona

Die Familie war städtischer Herkunft. Als erste sind ein Adam als Richter (1137–1166) und ein Balduin I. als Konsul Veronas (1147) bekannt.  Ob die Scaligeri Adlige waren, ist umstritten; auch eine Herkunft aus der Kaufmannschaft wurde vermutet, ist aber nicht nachweisbar. Auffallend ist, dass neben Adam drei weitere Familienmitglieder aus der Linie Balduins I. ebenfalls Richter waren, aber bereits bei ihrem Aufstieg zu Herren von Verona niemand mehr diese Tätigkeit ausübte. Sicher ist, dass die Scaliger im Zeitalter der Kommune in Verona zunächst keine Rolle spielten. Anfang des 13. Jahrhunderts tauchen die Della Scala im Streit der Faktionen um die Vorherrschaft in der Kommune erstmals auf. Dabei wechselten sie das Lager kurz bevor in den 1220er Jahren Ezzelino III. da Romano im Streit um die Vorherrschaft Veronas genau von der Fraktion zu Hilfe gerufen wurde, der auch die Scaliger angehörten.
Bereits vor dem Tod des Ezzelino III. da Romano im Herbst 1259, der 1226 von der Stadt Verona zum Podestà gewählt wurde und dem es gelungen war, das zeitlich befristete Amt in eine permanente Herrschaft umzuwandeln, wählte der Große Rat der Stadt im Januar 1259 seinen Anhänger Mastino I. della Scala zum Podestà del Popolo, der mit seinem Versuch erfolgreich war, die signoria innerhalb seiner Familie erblich zu machen: er regierte anfangs im Auftrag der Stadt, ließ sich dann aber, als ihm 1262 die Wiederwahl verweigert wurde, nach einem Staatsstreich zum Capitano del Popolo an der Spitze der Truppen ernennen. Seine Hauptaufgabe war die Organisation des Kampfes der eigentlich von den Zunftvorstehern regierten Stadt gegen die Guelfen, die militärische Aufgabe nutzte er als Basis für die Machtergreifung seiner Familie.
1277 wurde Mastino von einer Adelsfraktion getötet, was die Herrschaft der Familie jedoch nicht berührte. Die anschließende Regierung seines Bruders Alberto I. della Scala als Capitano (1277–1301 – er war bereits Podestà von Mantua) – war ein ununterbrochener Krieg gegen die Grafen von San Bonifacio, denen das Haus Este zur Seite stand. Seine drei Söhne Bartolomeo I. della Scala (1301–1304), Alboino della Scala (1304–1311) und Cangrande I. della Scala (Mitregent seit 1308, 1311–1329 – Cangrande, der „große Hund“, hieß eigentlich Francesco) erbten nacheinander das Amt des Podestà. Alboino und Cangrande wurden im März 1311 gemeinsam zum Reichsvikar von Verona ernannt.
Der jüngste der drei Brüder, Cangrande, teilte nach dem Tod seines Bruders die Regierung mit Alberto II. della Scala (1311–1352), dem Sohn Alboinos, und machte sich einen Namen als Soldat, Prinz und Patron von Dante, Petrarca und Giotto. Durch Krieg oder Vertrag brachte er die Städte Belluno, Bassano, Feltre, Padua (1328), Treviso (1308) und Vicenza unter seine Kontrolle. Im Jahr 1318 wurde er vom lombardischen Ghibellinenbund zum Generalkapitän gewählt.

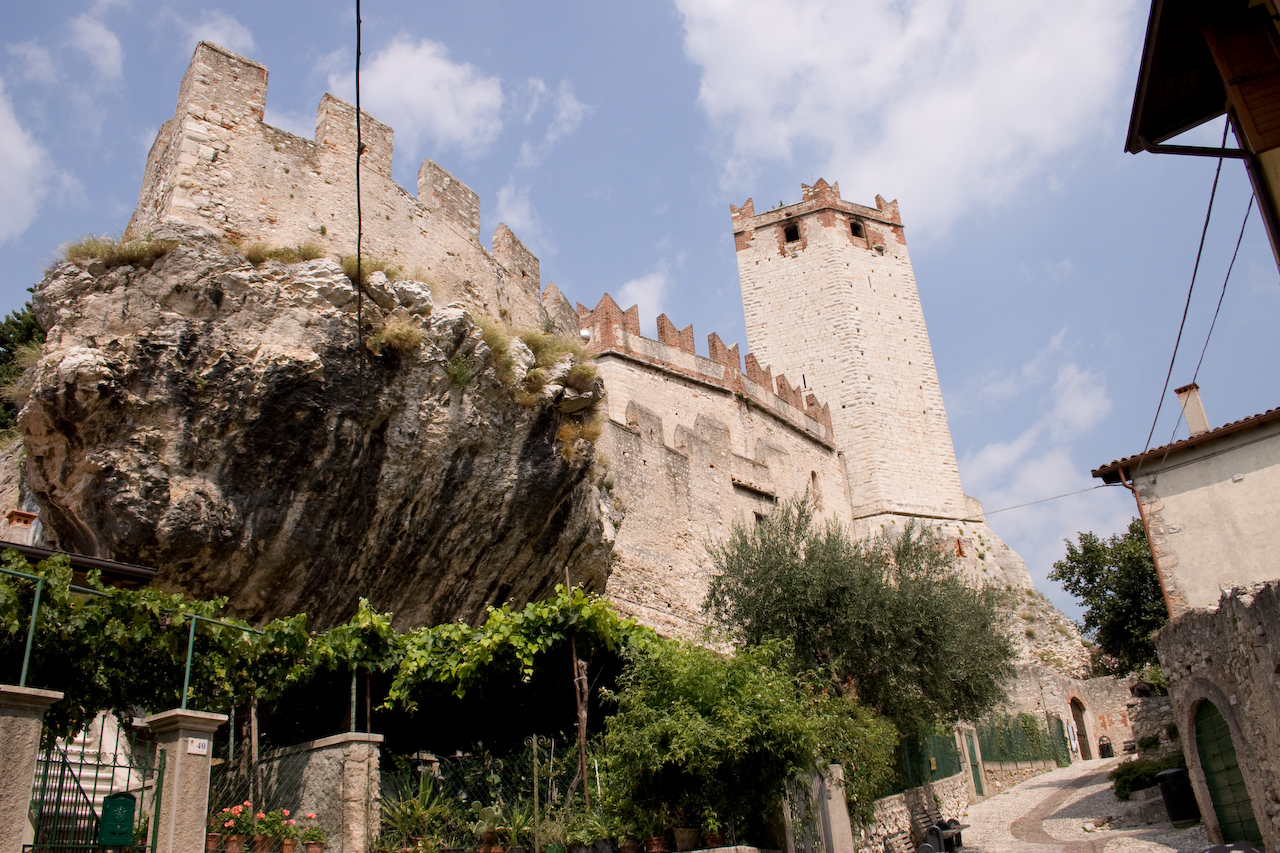
Scaligerburg in Malcesine

Alberto II. und sein jüngerer Bruder Mastino II., der (1329–1351) sein Mitregent war, waren die reichsten und mächtigsten Fürsten ihrer Generation in Italien. Die beiden setzten die Politik ihres Onkels fort (wobei Alberto im Hintergrund blieb und Mastino den politisch aktiven Teil überließ), eroberten Brescia 1332 und dehnten ihre Macht über den Po hinaus aus. Sie erwarben Parma (1335) und Lucca (1339) und provozierten damit, dass sich 1337 eine mächtige Koalition gegen sie bildete: Florenz, Venedig, die Visconti, die Este und die Gonzaga verbündeten sich, und nach dreijährigem Krieg war das Herrschaftsgebiet der Scaliger wieder auf Verona und Vicenza beschränkt.
Mastinos Sohn und Nachfolger Cangrande II. della Scala (1351–1359) war ein grausamer und misstrauischer Tyrann, der sich von seinen eigenen Untertanen abzugrenzen trachtete und sich dazu mit deutschen Söldnern umgab. Er wurde 1359 von seinem Bruder Cansignorio della Scala (1359–1375) getötet, der den Staatsschatz gründete, die Stadt mit Palästen verschönerte und mit Brücken und Aquädukten ausstattete. Als dieser 1375 auch seinen zweiten Bruder, Paolo Alboino della Scala, der 1359 als Podestà gefolgt und 1365 von ihm eingekerkert worden war, ermordete, fand er selbst wenige Tage später sein Ende.
Brudermord war unter den Scaligeri nun ebenso üblich wie die Doppelregentschaft. Als Antonio (1375–1387), Cansignorios unehelicher Sohn, 1381 seinen Bruder Bartolomeo II. (1375–1381) erschlug (beide waren Nachfolger ihres Vaters), empörte sich das Volk und stellte sich nicht mehr hinter ihn, als Gian Galeazzo Visconti von Mailand ihm den Krieg erklärte. Als seine Ressourcen erschöpft waren, floh Antonio nachts aus Verona (19. Oktober 1387), womit die Herrschaft der Scaliger ihr Ende fand. Er starb im darauffolgenden Jahr.
Sein Sohn Canfrancesco versuchte erfolglos, Verona zurückzuerobern (1390). Guglielmo (1404), unehelicher Sohn von Cangrande II., war da glücklicher; mit der Unterstützung der Bevölkerung vertrieb er die Mailänder, starb aber selbst bereits zehn Tage später, woraufhin Verona sich Venedig unterwarf (1405). Der letzte Vertreter der Scaliger lebte am kaiserlichen Hof und versuchte wiederholt, Verona mit Hilfe von Volksaufständen zurückzugewinnen.
Zwei weitere Scaliger machten später als Humanisten von sich reden:
- Julius Caesar Scaliger (Giulio Cesare Scaliger) (* 1484; † 1558), Humanist, Dichter und Naturforscher, der behauptete, Enkel eines Sohnes (Niccolò) von Guglielmo zu sein,
- und dessen Sohn, der Hugenotte Joseph Justus Scaliger (* 1540; † 1609), der 1609 als Professor an der Universität Leiden starb und als einer der größten Gelehrten der zweiten Hälfte des 16. Jahrhunderts gilt. Er hatte sich in mehreren Schriften um ein korrekteres Verständnis der antiken Chronologie bemüht.

## Die Scaliger-Gräber in Verona

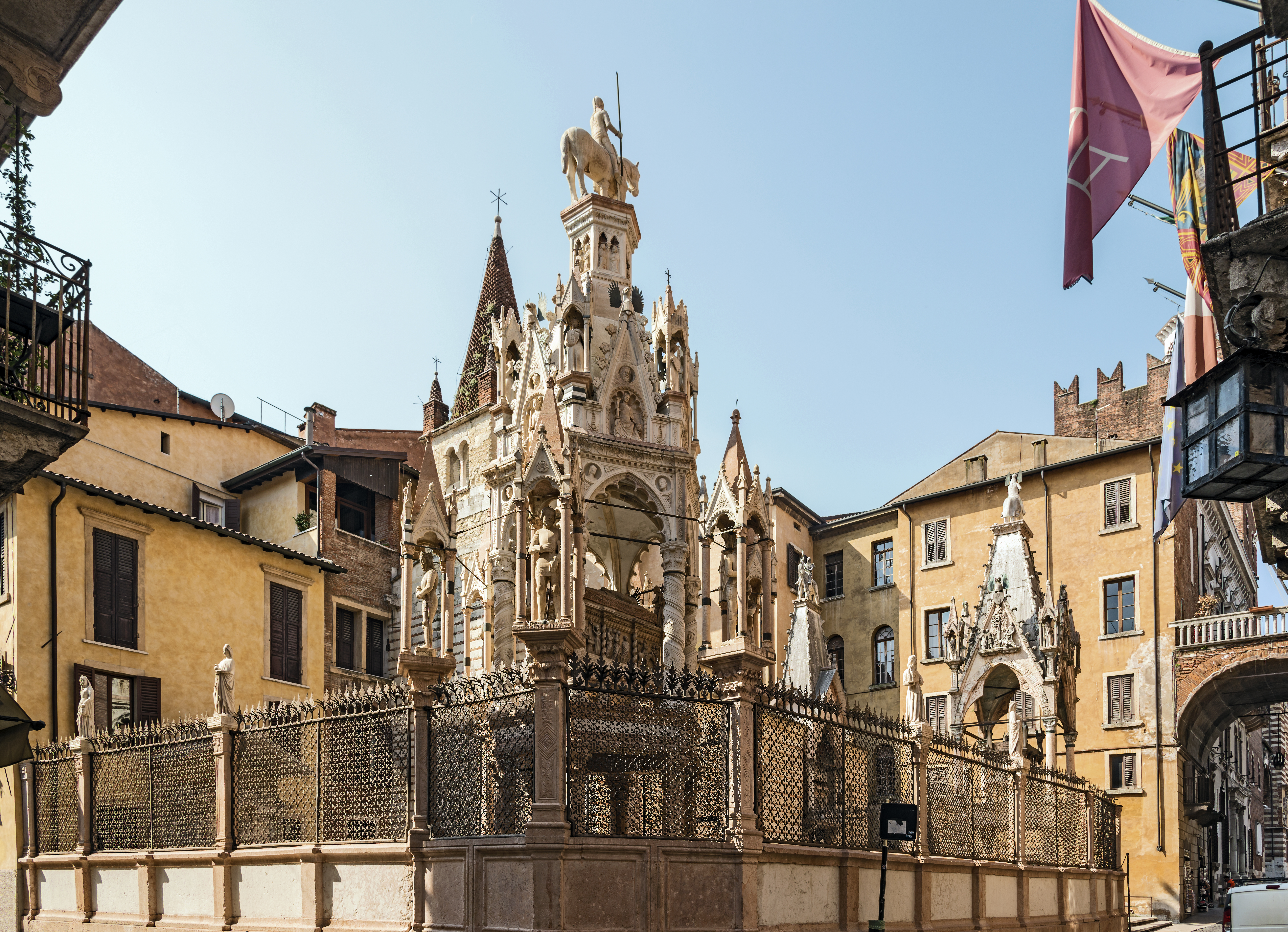
Grabmal der Scaliger vor Santa Maria Antica in Verona

Die Scaliger von Verona hatten ihre Grablege an der romanischen Kirche Santa Maria Antica in Verona, wo ihre Sarkophage in großen Grabbauten in Form gotischer Schreine mit Reiterstandbildern stehen. Das älteste Grab ist das von Mastino I. aus dem Jahr 1277, ein Wandnischengrab. Das Grab des Cangrande della Scala aus dem Jahr 1329 befindet sich in einer Wandnische über einem Seitenportal der Kirche, auf der Spitze des Monuments ist der Fürst als Reiterstandbild dargestellt. Die übrigen Gräber bestehen meist aus Stein gearbeiteten Sarkophagen, die überwiegend in großen Grabbauten (arche) in Form gotischer Schreine (tempietti) stehen, die mit Reiterstandbildern ergänzt sind. Sie sind mit der Kirche nicht verbunden, sondern befinden sich daneben in einem umzäunten Areal. Das Grab Mastinos II. ist ein Tabernakel, das des Cansignorio ein von Bonino da Campione (1375/76) gebautes Marmormonument. Die Scaliger-Gräber waren ein beliebtes Motiv der Maler des 19. Jahrhunderts; vergl. beispielsweise Eduard Gerhardt.

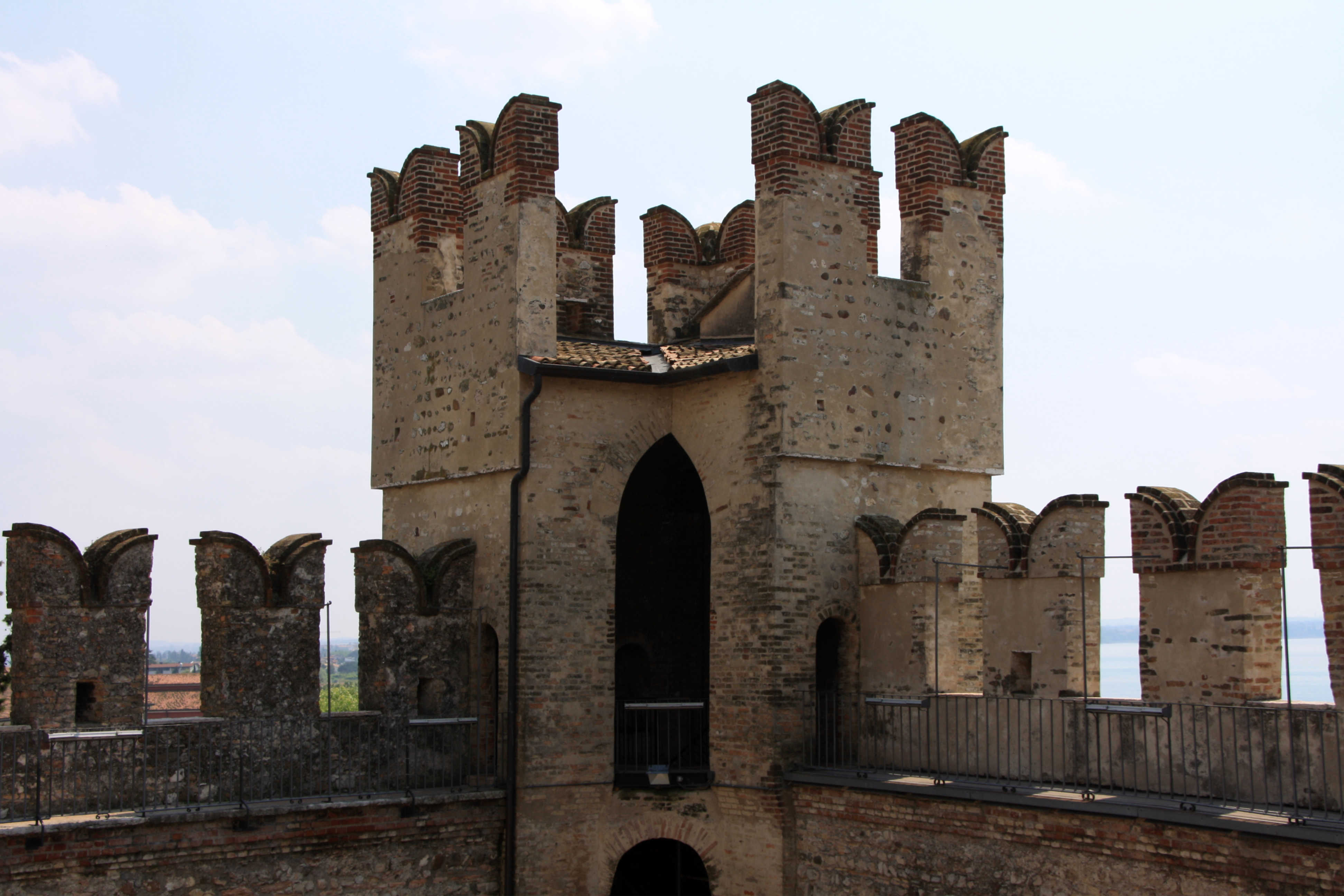
Schwalbenschwanzzinnen in der Scaligerburg von Sirmione

## Baustil
Die Scaliger sind dafür bekannt, dass ihre Burgen mit einer speziellen Form der Zinnen geschmückt wurden. Diese wird auf Grund ihrer Form Schwalbenschwanzzinne genannt.

## Wappen
Das redende Stammwappen zeigt in Rot eine silberne Leiter (ital.: Scala). Später wurde diese von zwei Hunden begleitet.

Stammwappen der Scaliger
Spätere Form des Stammwappens
Variante Cangrandes I. († 1329)

## Liste der Podestà von Verona
- Mastino I. della Scala 1259–1277
- Alberto I. della Scala 1277–1301

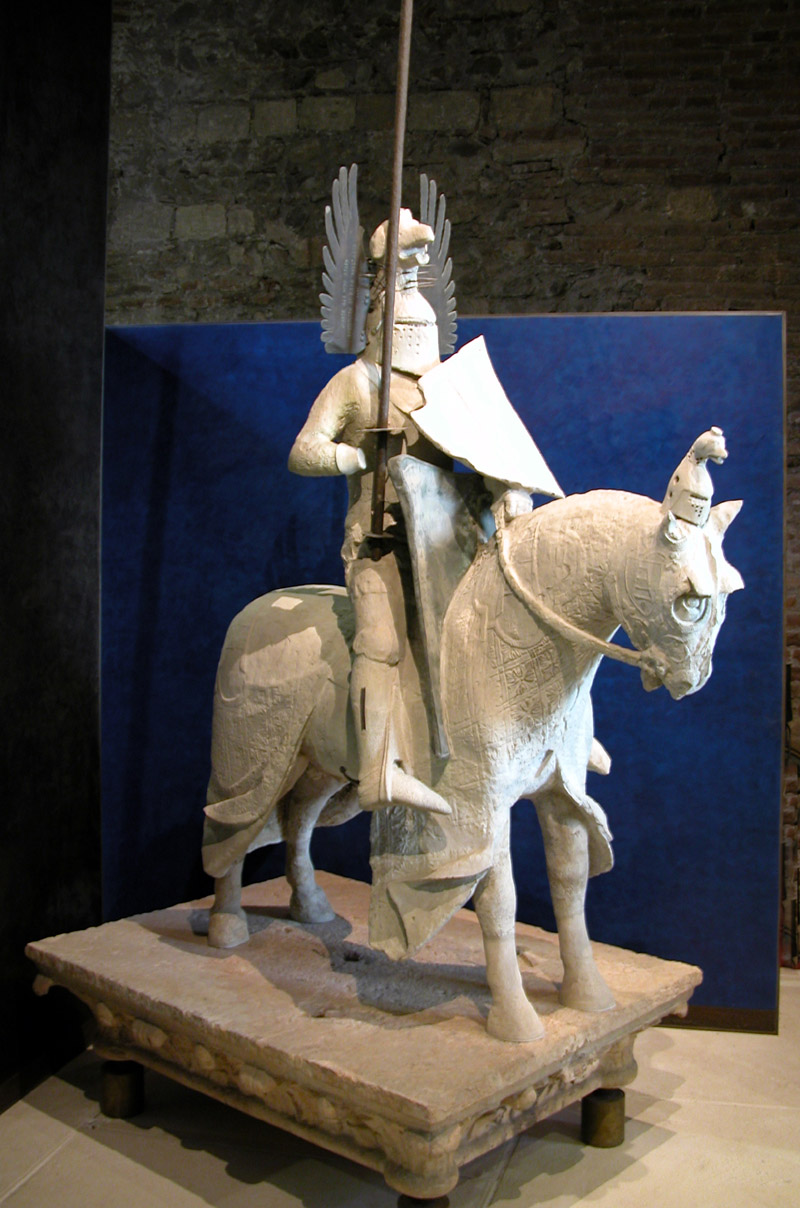
Reiterstandbild des Mastino II. della Scala (* 1308; † 1351) in voller Rüstung

- Bartolomeo I. della Scala 1301–1304
- Alboino della Scala 1304–1311
- Alberto II. della Scala 1311–1352
- Francesco (Cangrande I.) della Scala 1311–1329
- Mastino II. della Scala 1329–1351
- Cangrande II. della Scala 1351–1359
- Paolo Alboino della Scala 1359–1365
- Cansignorio della Scala 1365–1375
- Bartolomeo II. della Scala 1375–1381
- Antonio della Scala 1375–1387

## Verwandtschaftliche Verhältnisse

### Stammliste
Alberto I. war als der zweitgeborene Sohn von Iacopino della Scala Herrscher Veronas aus der Signoria der Scaliger, die er in seiner Regierungszeit begründete.

### Deutsche Linie in Bayern

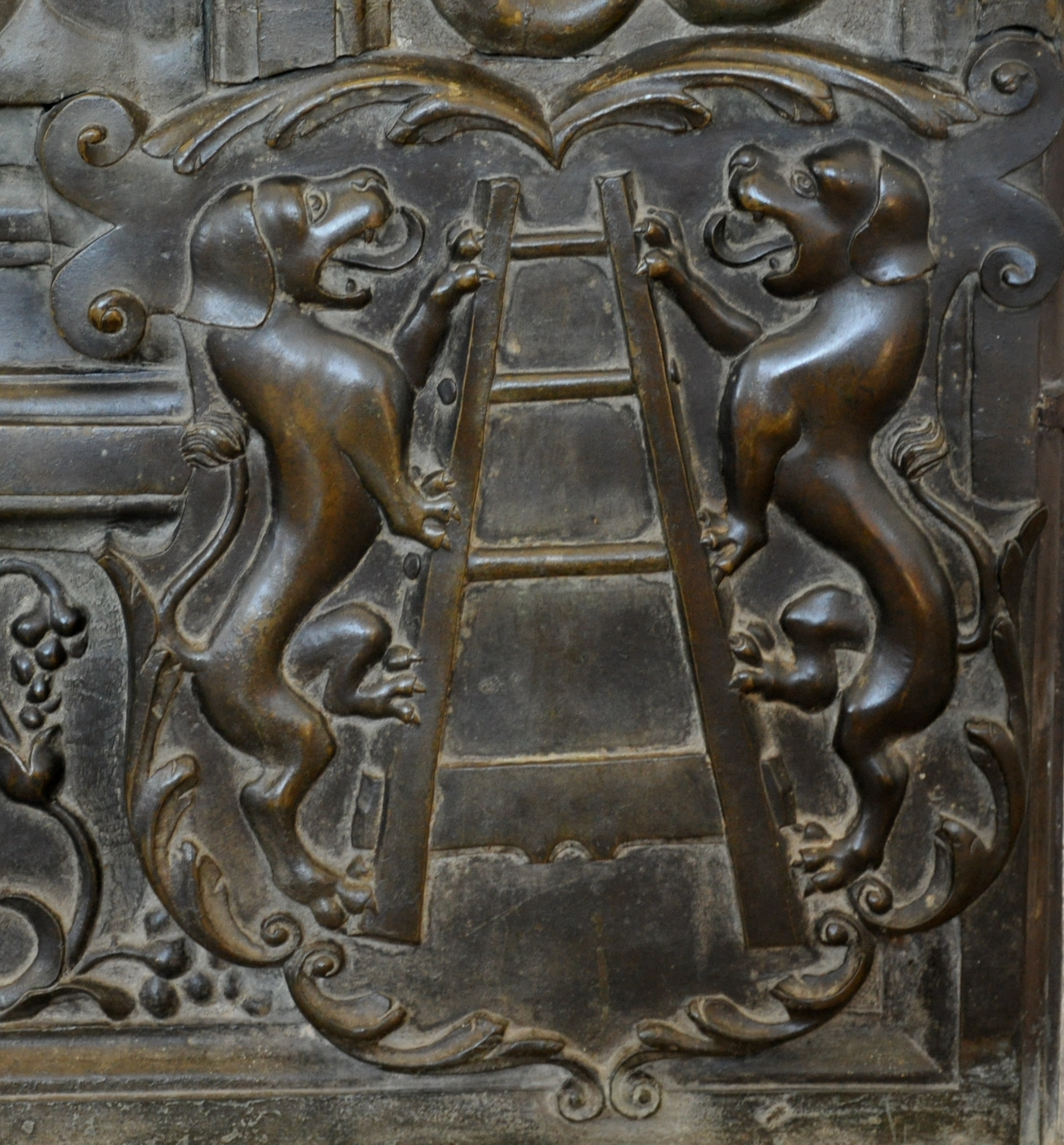
Wappendarstellung an einem Epitaph in Meßkirch, Pfarrkirche St. Martin (1551)

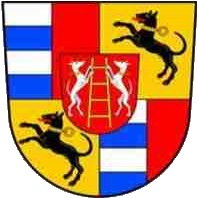
Wappen des Hauses Lamberg nach 1655 mit dem Scaliger-Wappen als Herzschild

Nach der Vertreibung Guglielmos I. († 1404), des unehelichen Sohnes von Cangrande II. della Scala, fanden dessen Witwe und Kinder Zuflucht am Hof des deutschen Kaisers Sigismund von Luxemburg. Die Familie lebte in der Folge in Bayern unter dem Namen Herren von der Leiter (von der Laitter oder Leyter) und ihre Mitglieder nahmen dort hohe Ämter ein. 1462 führte Johann von der Leyter niederbayerische Truppen (gegen Albrecht Achilles von Brandenburg) und wurde nach der Schlacht von Herzog Ludwig dem Reichen zum Ritter geschlagen. 1475 nahmen Johann von der Leiter und seine Frau Helena von Closen als Ehrengäste an der Landshuter Fürstenhochzeit teil. 1479 durfte Johann auf der Beerdigung Ludwigs des Reichen als einer von drei Rittern, als einziger namentlich genannt, den Helm und die Kleinodien des verstorbenen Herzogs auf den Hochaltar setzen.
1500 bestätigte der spätere Kaiser Maximilian I. den Söhnen Johanns, Hans (Johann) dem Älteren († 1541) und Hans (Johann) dem Jüngeren († 1547) das Generalvikariat über die Städte und Ländereien Verona und Vicenza. Der König, einige Kurfürsten und Fürsten des Reiches sandten Briefe an den Dogen von Venedig, um die Rechtmäßigkeit des Anspruches zu bekräftigen, aber nach einigen Briefwechseln und Vorsprachen von Herolden verlief alles im Sande. Auch am 2. April 1522 wurde den Herren von Leiter ihr Vikariat für Verona und Vicenza auf dem Reichstag in Nürnberg (ohne Konsequenzen) bestätigt.
Im Zuge des Landshuter Erbfolgekrieges 1504/1505 standen die Herren von der Leiter auf Seiten der Koalition von Herzog Albrecht V. und Kaiser Maximilian. Der ihnen im Krieg entstandene Schaden wurde ihnen 1508 mit der Herrschaft und dem Schloss Wald an der Alz entschädigt. Johann der Ältere wurde zudem zu einem der Vormünder der drei minderjährigen Söhne Herzog Albrechts V. ernannt. Durch seine Ehe mit Margareta von Laimingen fiel Schloss Amerang im Chiemgau 1542 an die Scaliger. Deren Urenkel Hans Dietrich, Herr auf Wald an der Alz und Amerang, verstarb 1598 als letzter männlicher Namensträger. Wald fiel als erledigtes Lehen zurück an die Wittelsbacher, Amerang als Allodialbesitz an die Schwester Johanna, durch zwei Eheschließungen nacheinander Gräfin von Dietrichstein und Freifrau von Lamberg, die 1654/55 als letzte Erbtochter der Scaliger verstarb. 
Das Erbe der Herren von der Leiter in Bayern, das Schlossgut Amerang, fiel in der Folge an die Familie von Lamberg.

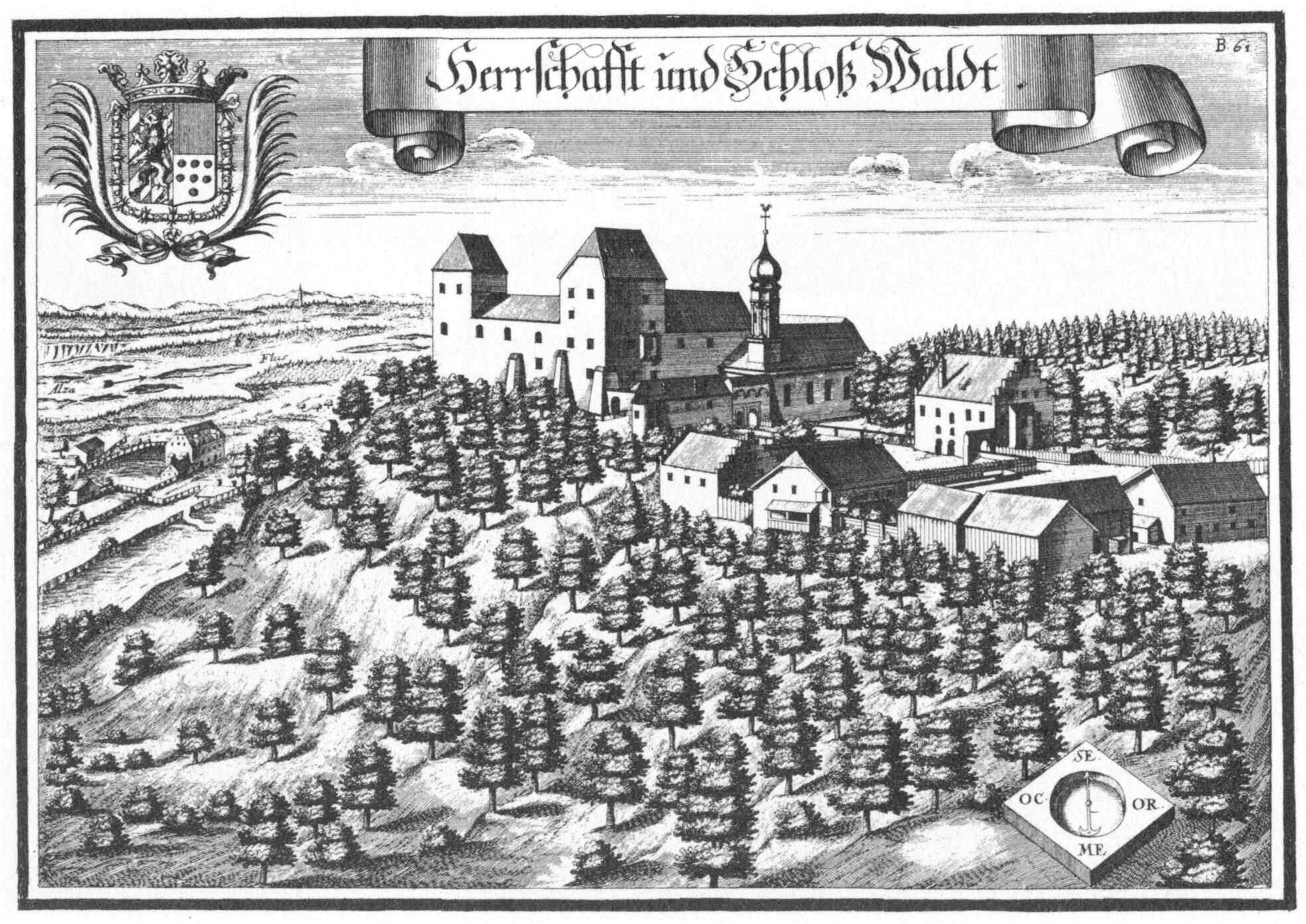
Schloss Wald an der Alz (1721)
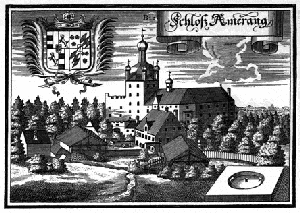
Schloss Amerang (1700)